# Bobby Bauer
Pour les articles homonymes, voir Bauer.
Temple de la renommée : 1996

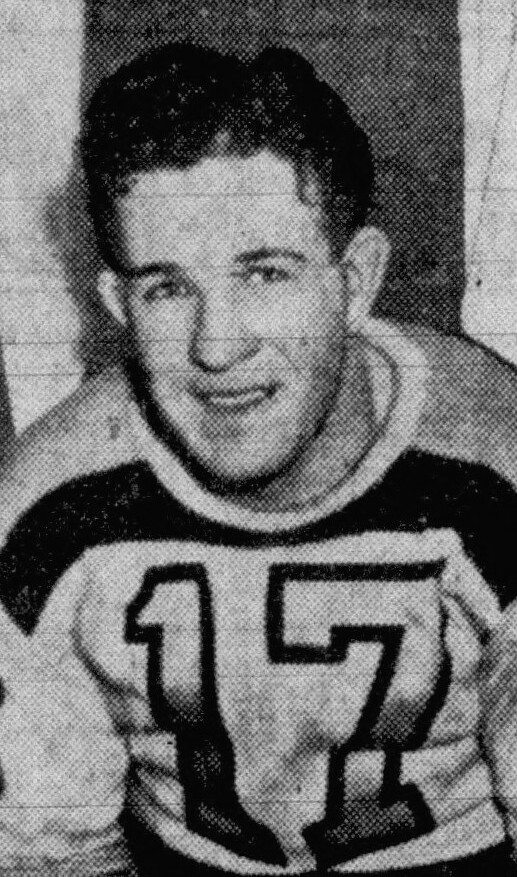
Bobby Bauer en 1942

Robert Theodore Bauer, dit Bobby, (né le 16 février 1915 à Waterloo en Ontario au Canada — mort le 16 septembre 1964 à Kitchener, également en Ontario) est un joueur et entraîneur canadien de hockey sur glace.

## Biographie
Il joue pour les Bruins de Boston dans la Ligue nationale de hockey (LNH) de la saison 1935-1936 à la saison 1951-1952 et remporte avec eux la Coupe Stanley en 1939 et 1941. Il remporte à trois occasions le trophée Lady Byng remis au joueur de la LNH ayant le meilleur esprit sportif en 1940, 1941 et 1947. En compagnie de Milt Schmidt et Woody Dumart, il forme la Kraut line de 1936 à 1942 puis de 1945 à 1947.
Il est l'entraîneur de l'équipe canadienne qui participe aux Jeux olympiques de 1956 et de 1960.
En 1996, il est intronisé au Temple de la renommée du hockey.

## Statistiques
| Saison     | Équipe                         | Ligue      |    | Saison régulière | Saison régulière | Saison régulière | Saison régulière | Saison régulière |   | Séries éliminatoires | Séries éliminatoires | Séries éliminatoires | Séries éliminatoires | Séries éliminatoires |
| Saison     | Équipe                         | Ligue      | PJ | B                | A                | Pts              | Pun              | PJ               | B | A                    | Pts                  | Pun                  |                      |                      |
| 1935-1936  | Cubs de Boston                 | Can-Am     |    | 15               | 13               | 28               | 8                |                  |   |                      |                      |                      |                      |                      |
| 1935-1936  | Bruins de Boston               | LNH        | 1  | 0                | 0                | 0                | 0                | -                | - | -                    | -                    | -                    |                      |                      |
| 1936-1937  | Reds de Providence             | IAHL       | 41 | 14               | 8                | 22               | 4                |                  |   |                      |                      |                      |                      |                      |
| 1936-1937  | Bruins de Boston               | LNH        | 1  | 1                | 0                | 1                | 0                | 1                | 0 | 0                    | 0                    | 0                    |                      |                      |
| 1937-1938  | Bruins de Boston               | LNH        | 48 | 20               | 14               | 34               | 9                | 3                | 0 | 0                    | 0                    | 2                    |                      |                      |
| 1938-1939  | Bruins de Boston               | LNH        | 48 | 13               | 18               | 31               | 4                | 12               | 3 | 2                    | 5                    | 0                    |                      |                      |
| 1939-1940  | Bruins de Boston               | LNH        | 48 | 17               | 26               | 43               | 2                | 6                | 1 | 0                    | 1                    | 2                    |                      |                      |
| 1940-1941  | Bruins de Boston               | LNH        | 48 | 17               | 22               | 39               | 2                | 11               | 2 | 2                    | 4                    | 0                    |                      |                      |
| 1941-1942  | Bruins de Boston               | LNH        | 36 | 13               | 22               | 35               | 11               | -                | - | -                    | -                    | -                    |                      |                      |
| 1945-1946  | Bruins de Boston               | LNH        | 39 | 11               | 10               | 21               | 4                | 10               | 4 | 3                    | 7                    | 2                    |                      |                      |
| 1946-1947  | Bruins de Boston               | LNH        | 58 | 30               | 24               | 54               | 4                | 5                | 1 | 1                    | 2                    | 0                    |                      |                      |
| 1947-1948  | Dutchmen de Kitchener-Waterloo | AHOSr      | 8  | 8                | 7                | 15               | 22               | 10               | 5 | 4                    | 9                    | 6                    |                      |                      |
| 1948-1949  | Dutchmen de Kitchener-Waterloo | AHOSr      | 31 | 17               | 21               | 38               | 13               | 2                | 4 | 4                    | 8                    | 0                    |                      |                      |
| 1949-1950  | Dutchmen de Kitchener-Waterloo | AHOSr      | 23 | 10               | 14               | 24               | 9                | 9                | 1 | 2                    | 3                    | 2                    |                      |                      |
| 1951-1952  | Dutchmen de Kitchener-Waterloo | AHOSr      | 37 | 8                | 10               | 18               | 14               | 1                | 0 | 1                    | 1                    | 0                    |                      |                      |
| 1951-1952  | Bruins de Boston               | LNH        |    | 1                | 1                | 1                | 2                | 0                |   | -                    | -                    | -                    | -                    | -                    |
| Totaux LNH | Totaux LNH                     | Totaux LNH |    | 328              | 123              | 137              | 260              | 36               |   | 48                   | 11                   | 8                    | 19                   | 6                    |